# Аптечний робот
Аптечний робот (робот для аптеки) - мале складське обладнання, яке встановлюється в аптеці, аптечних складах і медичних установах для оптимізації зберігання, пошуку і видачі медикаментів до робочого місця фармацевта (першого столу) або для продажу безпосередньо покупцеві.

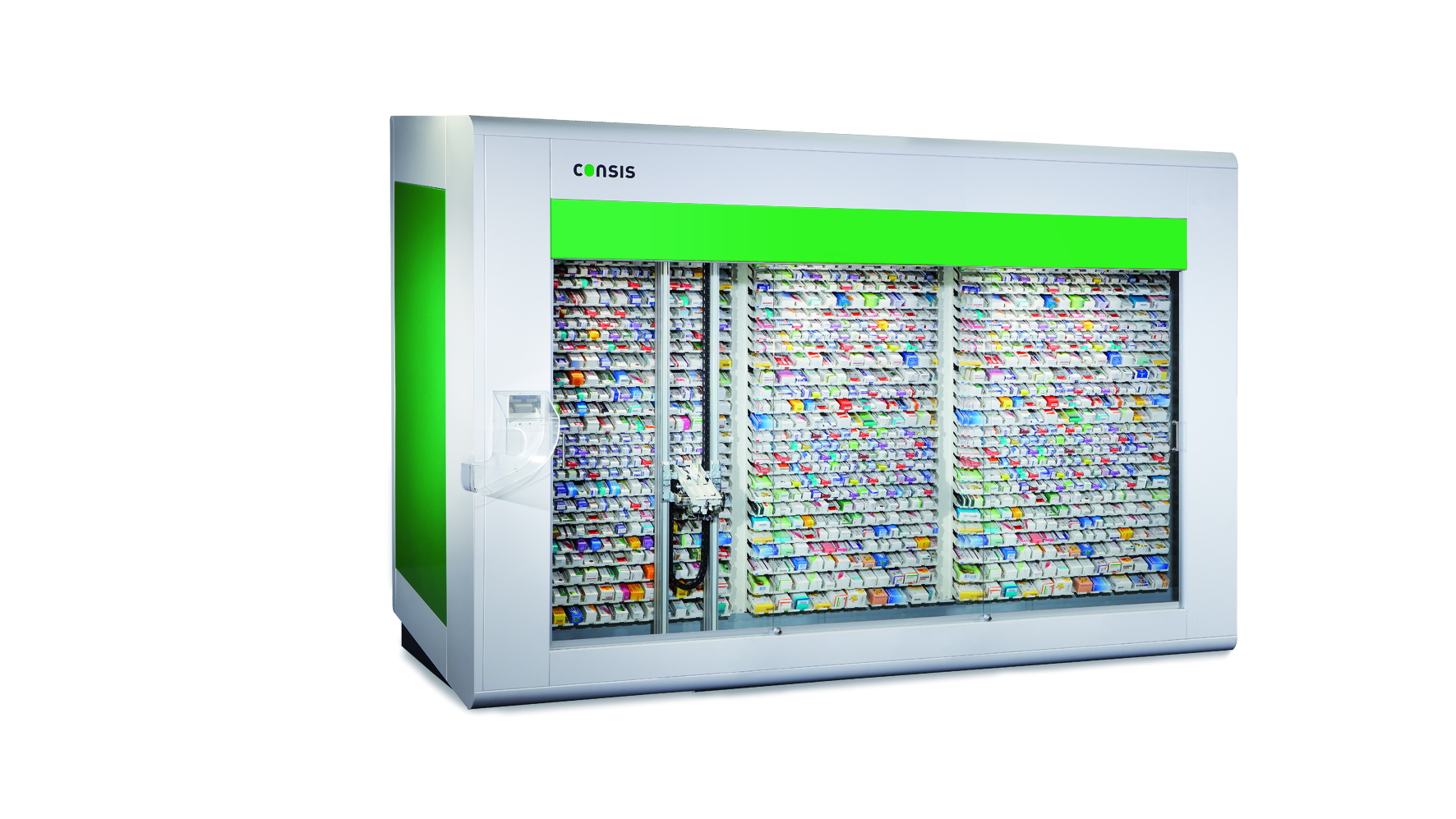
Аптечний робот CONSIS

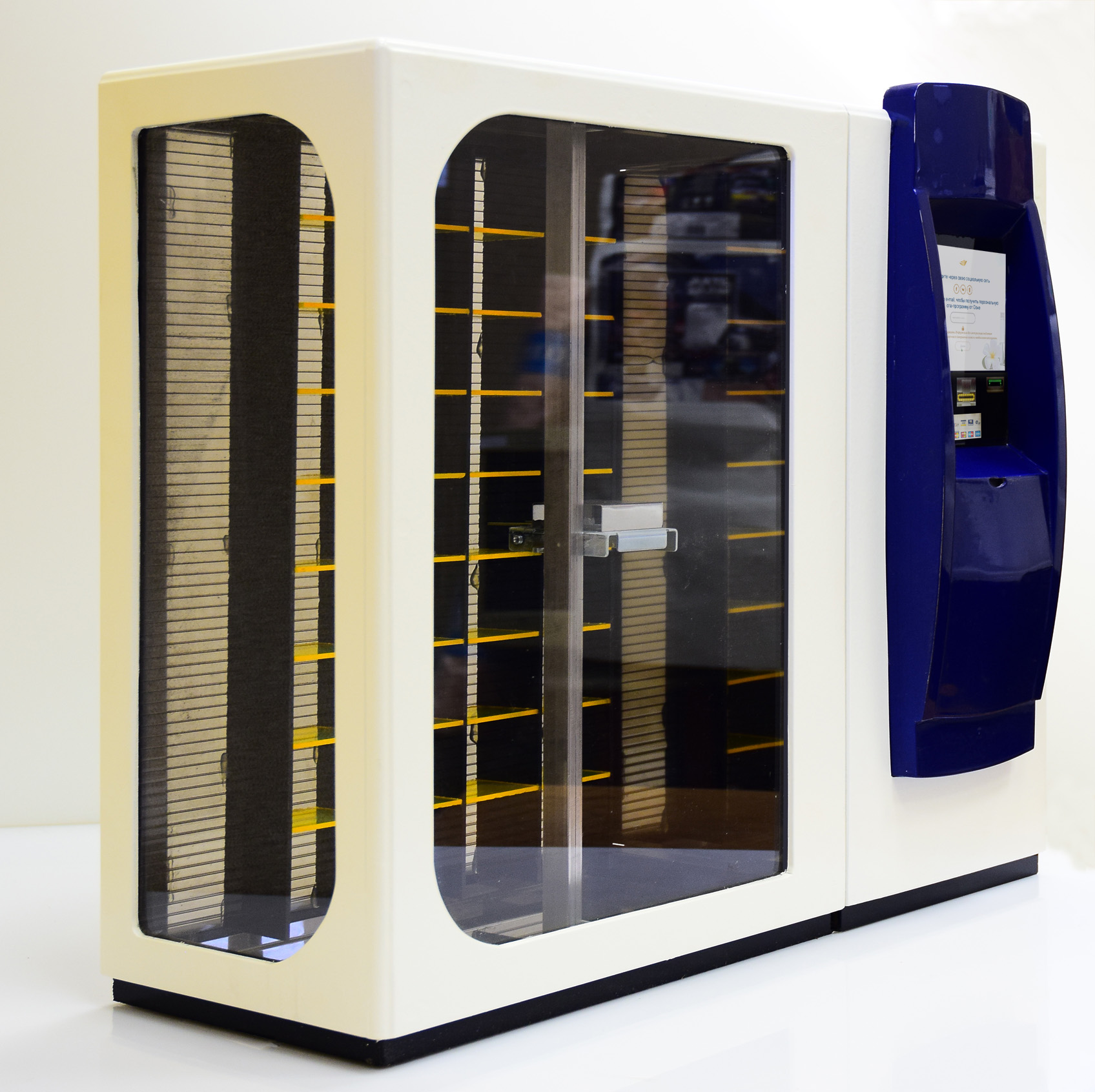
Аптечний робот "Інфотехніка", Росія

## Історія
Спираючись на потребу в автоматизації логістичних процесів аптек з великим товарообігом і прохідністю в аптеці, німецькі інженери розробили робота, що дозволяє економити час на пошук ліків на складі на користь консультації покупця. На виставці Expopharm в Мюнхені в 1996 році був представлений перший у світі робот-фармацевт для автоматизації видачі найпотрібніших медикаментів в аптеці. Пізніше подібні системи стали впроваджуватися в шпитальну та аптечну системи США.
Виділяють 4 типи роботів для аптек:
1. автоматичний роздавач;
2. роботизований склад;
3. комбіновані рішення;
4. продавні роботи [2]

За експертною оцінкою компаній, що займаються роботизацією аптек у Європі, на 2006 рік вже автоматизовано 14% аптек у Німеччині, 7% аптек - у Франції, 3% аптек - в Іспанії, 2% аптек - в Італії.
Перший подібний робот марки CONSIS німецької компанії Willach був становлений у московській аптеці «Самсон-Фарма» у 2006 році. Трохи пізніше роботи тієї ж моделі з'явилися в аптеках Республіки Білорусь і в Україні.
На ринку Казахстану на 2017 рік представлені 6 аптечних роботів італійського виробництва компанії «Tecnilab Group». Перший робот моделі «TwinTec»  було встановлено в 2012 році в столиці країни, м Астана. Офіційним представником італійської компанії з виробництва робототехніки на території країн СНД є ТОВ «Aster Lab solutions»  .
Механізм переміщення (маніпулятор) включає каретку з закріпленим робочим органом і привід.

## Основні можливості аптечного робота
- Зберігання аптечних товарів: упаковок, блістерів, пакетів, флаконів...) в заданих умовах (діапазоні температури та вологості),
- приймання товарів на зберігання
- призначений для користувача інтерфейс для взаємодії з оператором, що забезпечує зручний пошук товарів за назвою, фармакологічною групою, кодом, штрих-кодом
- швидка видача обраних товарів

## Функціональна схема аптечного робота
Найчастіше використовується схема зберігання у вигляді етажерки з полицями, на яких розміщуються товари. У робочому просторі можуть установлюватися 2 етажерки, серед яких розташований механізм переміщення.

### Механізм переміщення
Маніпулятор забезпечує переміщення товарів від місця приймання до місця зберігання, а потім до місця видачі. Плоска вертикальна робоча зона, утворена вертикальною площиною етажерки для зберігання товарів, визначає використання декартової системи координат переміщення робота вздовж площини етажерки (2 ступені рухливості) і зміщення каретки з робочим органом в горизонтальній площині всередину етажерки (третій ступінь рухливості). Така схема використовується в плоттерах планшетного типу або різальних верстатах з ЧПК (лазерних, фрезерних тощо). Якщо етажерки розташовані з двох сторін від механізму переміщення, то каретка повинна розгортатися на 180 градусів (четвертий ступінь рухливості).
Робочим органом робота зазвичай застосовується встановлене на каретці захоплення.
Для прискорення роботи можуть використовуватися 2 механізми переміщення або більше.
Деякі виробники аптечних роботів використовують маніпулятор в кутовій системі координат з 6 ступенями рухливості, недоліком якого є обмежена робоча зона, доступна маніпулятору, розташована навколо нього. Надмірність ступеня рухливості (6 замість трьох або чотирьох) невигідна у фінансовому плані.

#### Робочий орган
Щоб отримати високу точність позиціювання каретки механізму переміщення зазвичай використовують електричний привід з кроковими двигунами для кожного ступеня рухливості, а також сенсорну систему, що дозволяє системі управління розраховувати та компенсувати помилки переміщення. Кроковий двигун повертається на кут відповідно до кількості поданих на нього імпульсів, що надходять від електронних блоків (драйверів, контролерів), що входять в систему управління. Зусилля крокового двигуна, необхідне для переміщення товару і деталей механізму переміщення, залежить від його потужності, а також амплітуди та тривалості (точніше прогальності) поданих на нього імпульсів. Завдяки програмі системи управління, що змінює параметри імпульсів крокових двигунів, досягається плавний розгін, швидке переміщення каретки та плавне її зупинення.

#### Привід
Сенсорна система містить різні датники, в першу чергу, датники переміщення (кутові, лінійні), що забезпечують зворотний зв'язок в механізмі переміщення. Показання датчиків відстежуються системою управління.

### Сенсорна система
Аптечні роботи за класифікацією промислових роботів є автоматичними інтелектуальними роботами з елементами програмного, адаптивного управління та навчання. Під час приймання товару система управління розпізнає його назву і вибирає місце його зберігання з урахуванням розміщення однойменних або близьких товарів (навчання та адаптація). Зсув каретки механізму переміщення проводиться за заздалегідь створеною програмою залежно від початкової та кінцевої точки переміщення.
Крім того, для забезпечення розпізнавання фармпрепаратів можуть використовуватися датчики на робочому органі, наприклад, зчитувач штрих-коду.

### Програмне забезпечення
Параметри руху каретки робота, дані розміщення товарів і відомості про них (наприклад, назва, міжнародна непатентована назва, фармгрупи, дженерики, правила зберігання та вживання і таке ін.) Зберігаються в базі даних, яка разом з системою управління базами даних СУБД та програмами управління механізмом переміщення становить програмне забезпечення (ПЗ) аптечного робота. Істотною частиною ПЗ є інтерфейс користувача, призначений для взаємодії людини з автоматичною системою - аптечним роботом. В першу чергу, це взаємодія покупця з продавним аптечним роботом, здійснюване зазвичай через сенсорний відеомонітор. Аналогічно здійснюється взаємодія персоналу (провізора або фармацевта, оператора). Додатково використовується віддалений контроль робота. Виконавцем програмного забезпечення є керівні комп'ютери та мікропроцесори, що входять до складу системи управління.

Функціонування аптечного робота
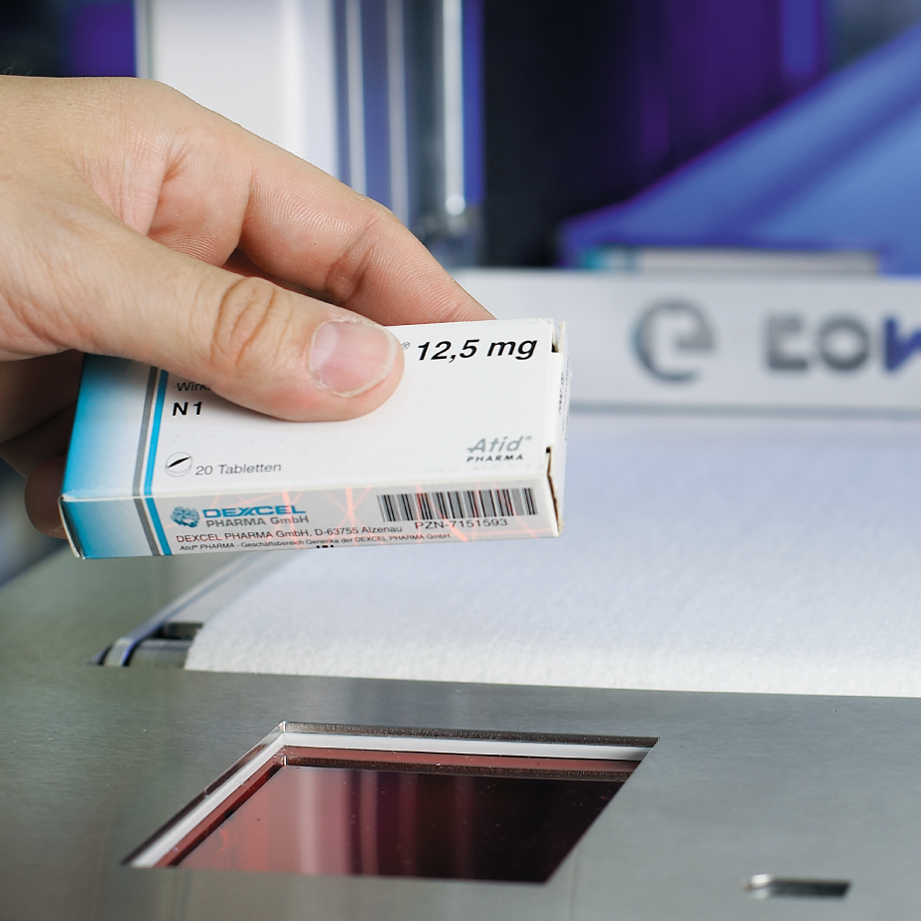
Сканування упаковки перед складуванням
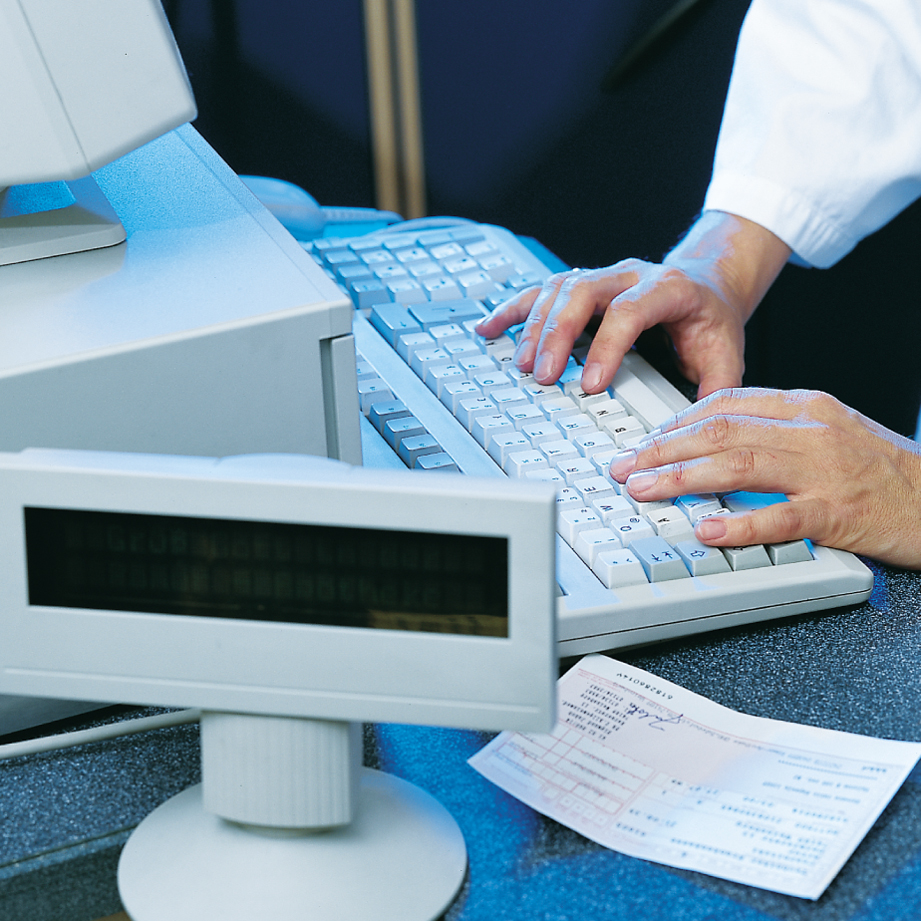
Замовлення препарату з касового автомата
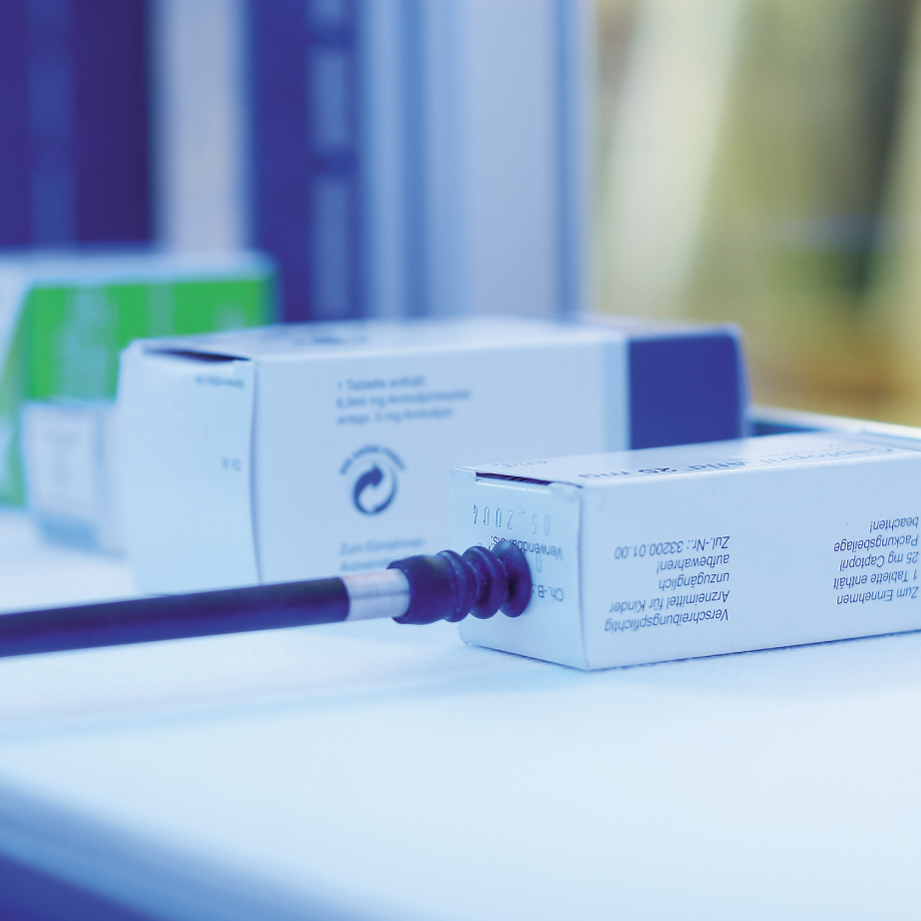
Маніпулятор вибирає препарат
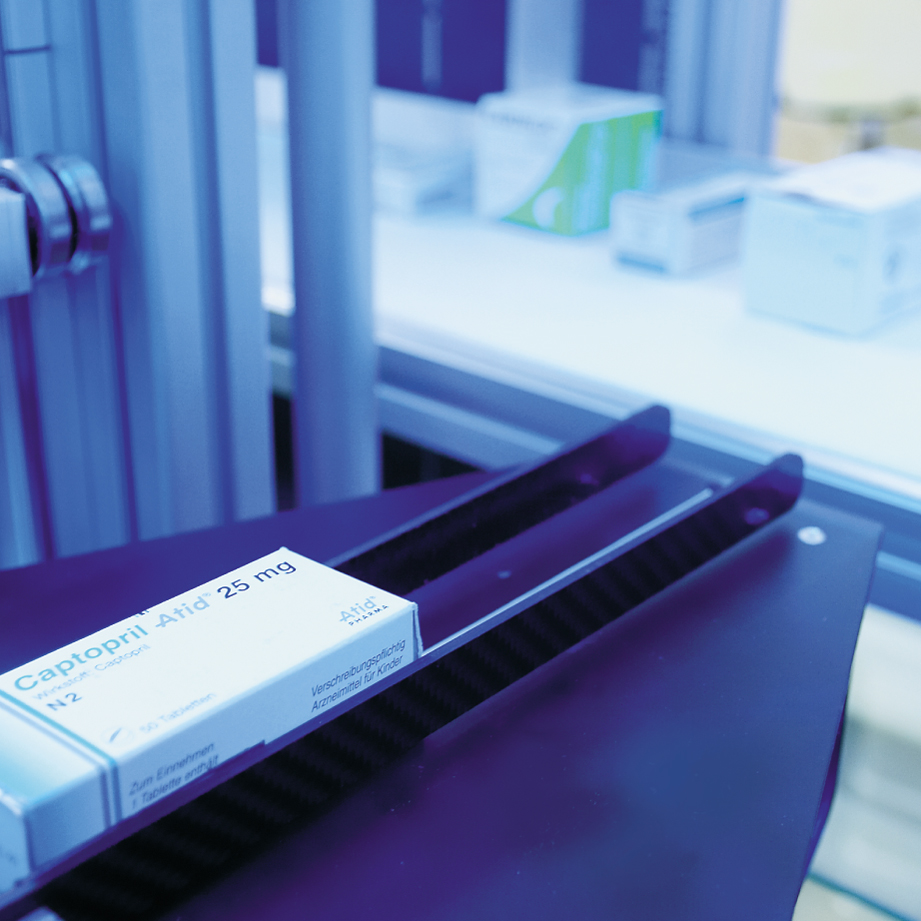
Маніпулятор знімає препарат з конвеєра
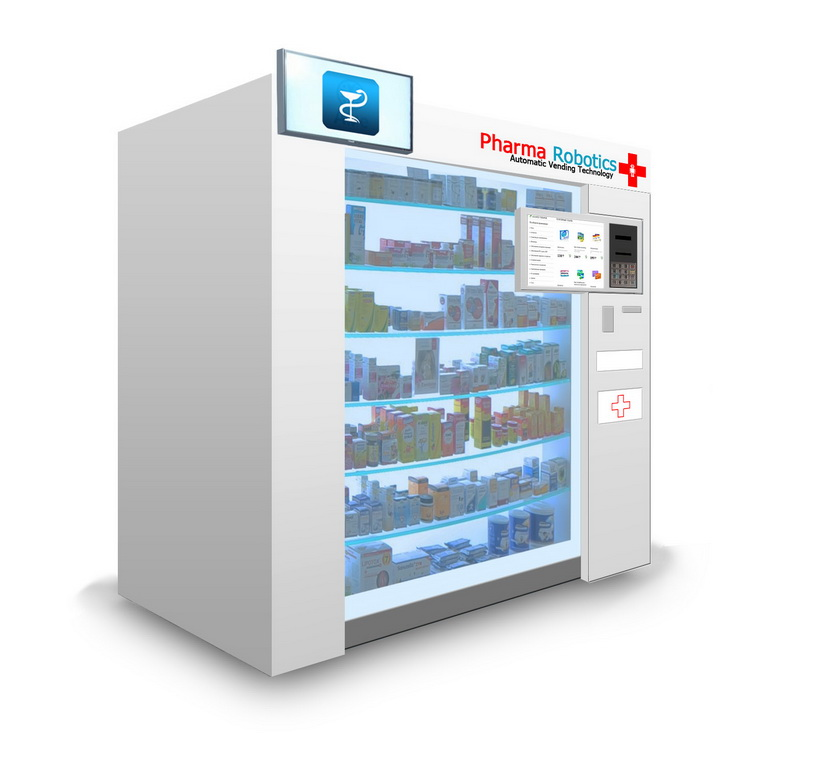
Аптечний робот групи компаній Інфотехніка
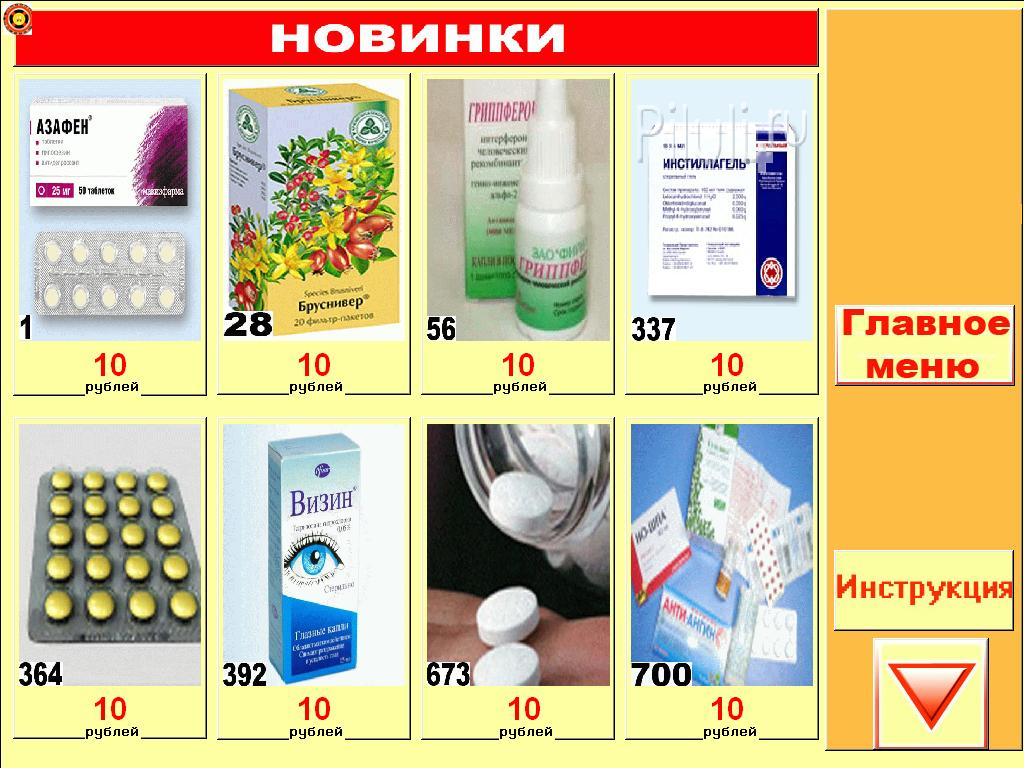
Інтерфейс користувача продавного аптечного робота для вибору препарату, новинки
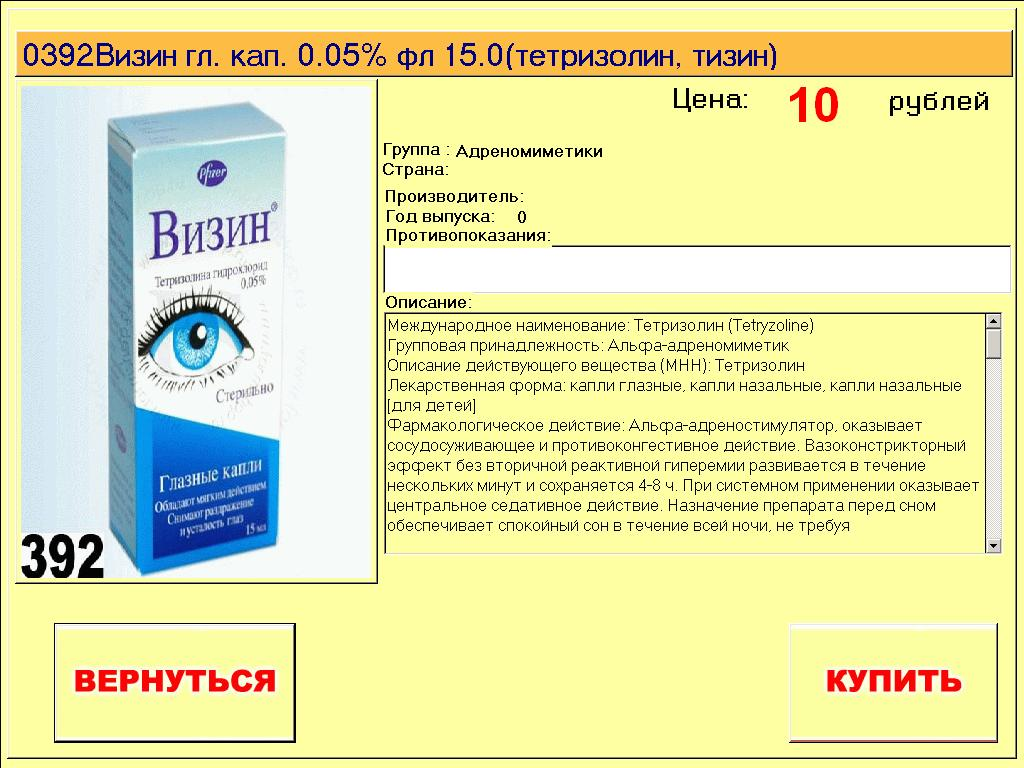
..., опис препарату